# Matériel Ferroviaire Patrimoine National
Le Matériel Ferroviaire Patrimoine National (MFPN) est une association régie par la loi de 1901 composée de passionnés du chemin de fer d'autrefois. Elle est basée à Drancy (près de Paris).
Son objectif est de préserver et restaurer du matériel ferroviaire historique pour circuler occasionnellement sur le réseau ferré national.

## Activités de l'association

### Trains spéciaux
Le MFPN propose quelques voyages par an sur le réseau ferré national, avec une rame voyageurs historique homogène avec la Pacific 231 K 8, la CC 40110 ou avec la BB 69432.
Les destinations sont nombreuses comme Amiens, Arras, Reims, Deauville, Le Tréport, Dieppe ou encore Noyelles-sur-Mer (CFBS), ... le tout au départ de la Gare de Paris-Nord.

## Affiliation
Le MFPN fait partie de l'UNECTO.

## Les collections
Les listes suivantes ne sont pas exhaustives et devront être complétées ou actualisées au fil du temps (dernière actualisation en août 2024) :

### Locomotive à vapeur
| Matricule                              | Constructeur et date  | État actuel                                               | Origine et informations techniques | Photo |
| -------------------------------------- | --------------------- | --------------------------------------------------------- | --- | ----- |
| Pacific 231 K 8 (et son tender 38-A-1) | Henschel & Sohn, 1912 | Hors service (en cours de révision générale depuis 2021). | - Numéro constructeur : 4849 - 23,93 m, 87,34 t (96,5 t en ordre de marche), vitesse maximum : actuellement limitée à 100 km/h (2300 cv). - Vitesse en service à la SNCF : 130 km/h. - Timbre chaudière : 16 kg/cm². - Capacité de la soute à charbon (Tender) : 9,2 t. - Capacité de la soute à eau (Tender) : 38 500 L (38,5 m3). - Distribution : Walschaerts à tiroirs cylindriques. - Propriété de la FACS et exploitée par l'asbl depuis 1986. - Apte à circuler sur le réseau ferré national. - Classé MH (1987) |       |

### Locotracteur diesel
| Matricule | Constructeur et date    | État actuel  | Origine et informations techniques | Photo |
| --------- | ----------------------- | ------------ | --- | ----- |
| Y 5143    | De Dietrich & Cie, 1961 | Opérationnel | - 7,18 m, 20 t, vitesse maximum : 18 km/h. - Motorisation : SSCM Poyaud 4PDT à 4 cylindres de 110 ch (81 kW). - Radié le 23 avril 1993. - Propriété de l'asbl depuis 2011. |       |

### Locomotive diesel
| Matricule | Constructeur et date | État actuel    | Origine et informations techniques | Photo |
| --------- | -------------------- | -------------- | --- | ----- |
| BB 69432  | Alsthom, 1969        | Opérationnelle | - 14,97 m, 70 t, vitesse maximum : 120 km/h. - Capacité du réservoir à gazole : 2 700 L. - Radié le 26 juin 2018. - Actuellement, elle tracte tous les trains de l'asbl sur le réseau ferré national en attendant la remise en service de la 231 K 8 et de la CC 40110 (toutes deux sont actuellement en révision). |       |

### Locomotive électrique
| Matricule | Constructeur et date | État actuel    | Origine et informations techniques | Photo |
| --------- | -------------------- | -------------- | --- | ----- |
| CC 40110  | Alsthom, 1970        | Opérationnelle | - 22,03 m, 107 t. - Tensions : 25 kV 50 Hz / 1,5 kV et 3 kV continu. - Vitesse en service à la SNCF : 160 km/h. - Locomotive baptisée Nice. - Radié le 3 juin 1996. - Propriété de l'asbl depuis 1996 et apte à circuler sur le réseau ferré national. - Classé MH (2010) |       |

### Voitures à voyageurs et fourgons
Le MFPN possède également quelques voitures et fourgons historiques, afin de constituer une rame homogène avec la Pacific 231 K 8, la CC 40110 ou avec la BB 69432.
| Matricule                                      | Constructeur et date                   | État actuel    | Origine et informations techniques | Photo |
| ---------------------------------------------- | -------------------------------------- | -------------- | --- | ----- |
| État Postale PAmyi no 41524                    | Société Franco-Belge (à Raismes), 1926 | Opérationnel   | - 21,57 m, 40 t, vitesse maximum : 120 km/h (avant 140 km/h). - Fourgon aménagée en voiture bar-boutique-expo, les aménagements intérieurs restant conservés pour la plupart. - Apte à circuler sur le réseau ferré national. - Immatriculation UIC : 55 87 00-37 120-3.                                            |       |
| PLM Métallisée B4Dmyi no 13866                 | PLM, 1908                              | Opérationnelle | - 19,9 m, 40 t, vitesse maximum : 120 km/h. - Apte à circuler sur le réseau ferré national. - Immatriculation UIC : 55 87 82-30 801-6. |       |
| SNCF Voiture DEV Inox B6½Dtj 50 87 82-77 503-7 | Carel Fouché, 1965                     | Opérationnelle | - Tranche (Type) : U63 (longue). - 25,1 m, 36 t, vitesse maximum : 160 km/h. - Capacité : 53 places assises (en 2e classe). - Propriété de la SNCF, mise à disposition sous convention. - Apte à circuler sur le réseau ferré national. - Immatriculation UIC : 55 87 82-77 503-2 F-MFPN.                           |       |
| SNCF Voiture DEV Inox B8½tj 50 87 28-77 028-2  | Carel Fouché, 1966                     | Opérationnelle | - Tranche (Type) : U64 (longue). - 25,1 m, 36 t (41 t en ordre de marche), vitesse maximum : 160 km/h. - Capacité : 70 places assises (en 2e classe). - Propriété de la SNCF, mise à disposition sous convention. - Apte à circuler sur le réseau ferré national. - Immatriculation UIC : 55 87 28-77 028-7 F-MFPN. |       |
| SNCF Voiture DEV Inox B8½tj 50 87 28-77 030-8  | Carel Fouché, 1966                     | Opérationnelle | - Tranche (Type) : U64 (longue). - 25,1 m, 36 t (41 t en ordre de marche), vitesse maximum : 160 km/h. - Capacité : 70 places assises (en 2e classe). - Propriété de la SNCF, mise à disposition sous convention. - Apte à circuler sur le réseau ferré national. - Immatriculation UIC : 55 87 28-77 030-3 F-MFPN. |       |
| SNCF Voiture DEV Inox B8½tj 50 87 28-77 031-6  | Carel Fouché, 1966                     | Opérationnelle | - Tranche (Type) : U64 (longue). - 25,1 m, 36 t (41 t en ordre de marche), vitesse maximum : 160 km/h. - Capacité : 70 places assises (en 2e classe). - Propriété de la SNCF, mise à disposition sous convention. - Apte à circuler sur le réseau ferré national. - Immatriculation UIC : 55 87 28-77 031-1 F-MFPN. |       |
| SNCF Voiture DEV Inox SRj 51 87 89-70 504-4    | Carel Fouché, 1965                     | Opérationnelle | - 25,1 m, 37 t, vitesse maximum : 120 km/h (avant 160 km/h). - Capacité : 24 places assises. - Propriété de l'asbl et apte à circuler sur le réseau ferré national. - Immatriculation UIC : 55 87 89-70 504-0 F-MFPN.                                                                                               |       |